# Ryosuke Kawano
Ryosuke Kawano (født 24. december 1994) er en japansk fodboldspiller, som spiller for den japanske fodboldklub YSCC Yokohama.